# Steve Wilkin
Steve Wilkin (Great Yarmouth, Norfolk, Inglaterra, 2 de marzo de 1954) es un guitarrista inglés que trabajó con diferentes artistas de punk y new wave no tan conocidos pero influyentes como Masterswitch, Neo, Random Hold y Rikki Sylvan.
Inició su carrera en una banda de jazz rock de culto llamada Wired, para de ahí pasar a formar parte de Masterswitch, con el que en 1978 sacó un single llamado Action Replay, poco antes de ser reemplazado por Gary Tibbs, futuro bajista de Adam And The Ants. En septiembre de ese año, se integra a la banda punk Neo, antes de reunirse con sus excompañeros de Masterswitch en Jimmy Edwards & The Profile